# Place Dulcie-September (Paris)
Pour les articles homonymes, voir Place Dulcie-September.
La place Dulcie-September est une place du 10e arrondissement de Paris, en France.

## Situation et accès
La place Dulcie-September est située au carrefour de la rue La Fayette, de la rue du Château-Landon et de la rue Philippe-de-Girard.

## Origine du nom

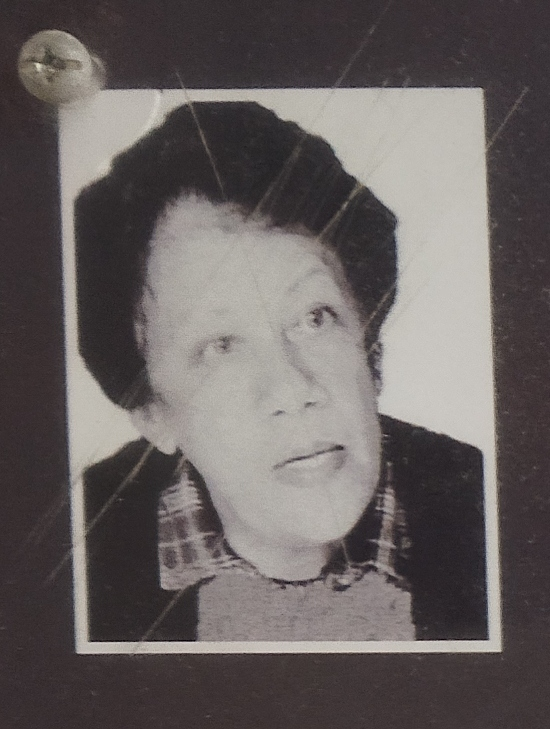
Dulcie September.

Cette place rend hommage à Dulcie September, femme politique sud-africaine assassinée à Paris en 1988.

## Historique
Après la visite de Nelson Mandela à Paris en 1996, l'association Rencontre nationale avec le peuple d'Afrique du Sud (RENAPAS) demandait en effet qu'un lieu parisien porte son nom. En respect de ce vœu, la place est créée et prend sa dénomination actuelle par un arrêté municipal du 21 août 1997.
La place a été inaugurée par Tony Dreyfus le 30 mars 1998, jour du dixième anniversaire de son assassinat, en présence de Charles Josselin, ministre délégué chargé de la Coopération auprès du ministre des Affaires étrangères et de Barbara Masekela, ambassadrice d'Afrique du Sud en France.